# Saarburg
Saarburg település Németországban, Rajna-vidék-Pfalz tartományban. Lakosainak száma 7612 fő (2023. december 31.).

## Fekvése
Oberbilligtől délkeletre fekvő település.

## Története
A település fölött a hegyen a luxemburgi grófok építettek várat, melyről már több mint ezer évvel ezelőtt történt említés.  A vár a 11. század közepén a trieri választófejedelemség tulajdonába került. 1291-ben Rudolf király a gyors ütemben fejlődő helységnek városjogot is adományozott. A várat XIV. Lajos seregei lerombolták. A várromokhoz, melyekről gyönyörű a kilátás a környező vidékre, 400 méter hosszú meredek feljáróút vezet.
A múltban a hajózás, szőlőművelés, halászat és faúsztatás tette jómódúvá a várost. Jelenleg helyükbe a borkereskedelem és a kisebb iparvállalatok léptek.

## Galéria

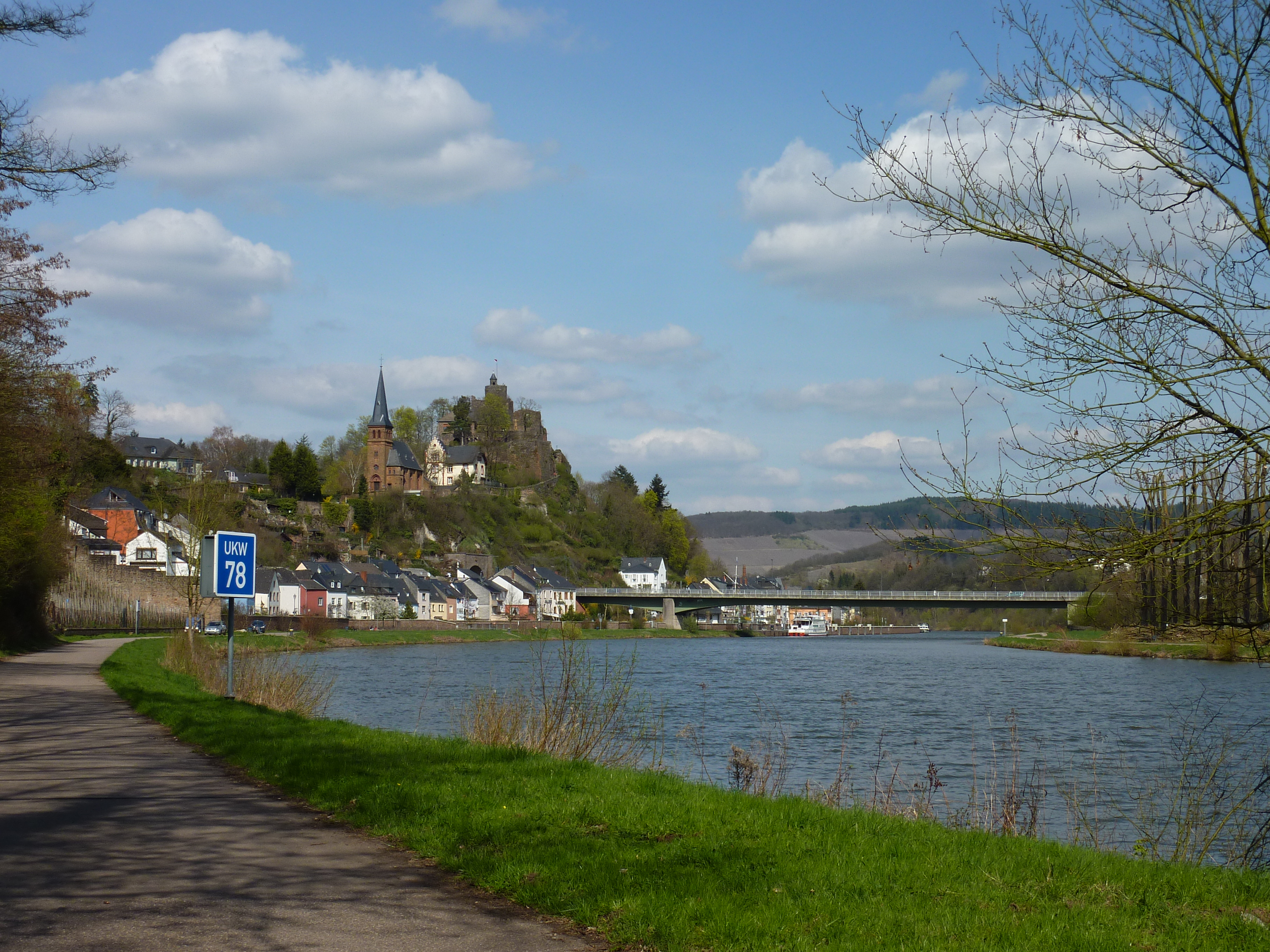
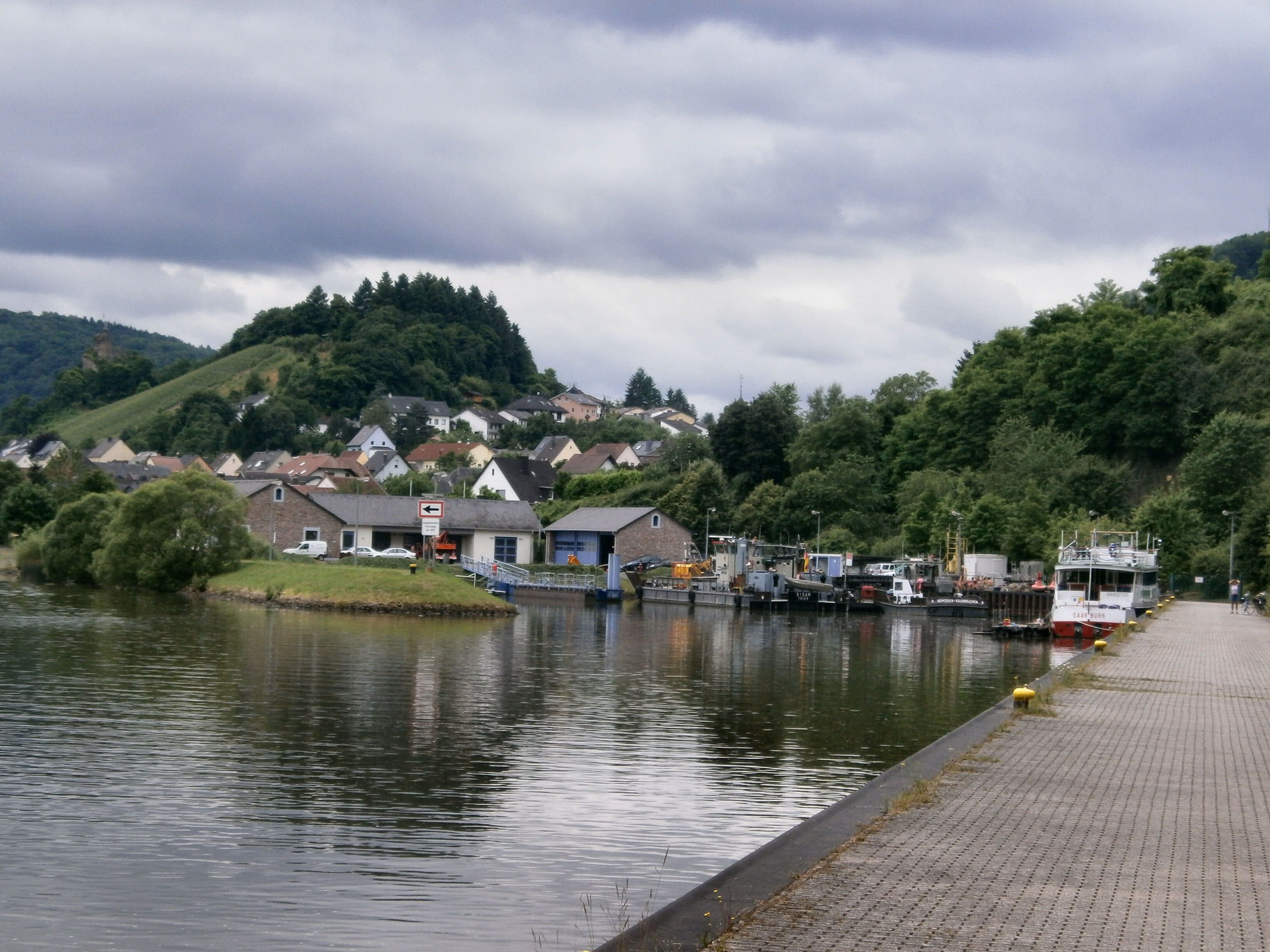
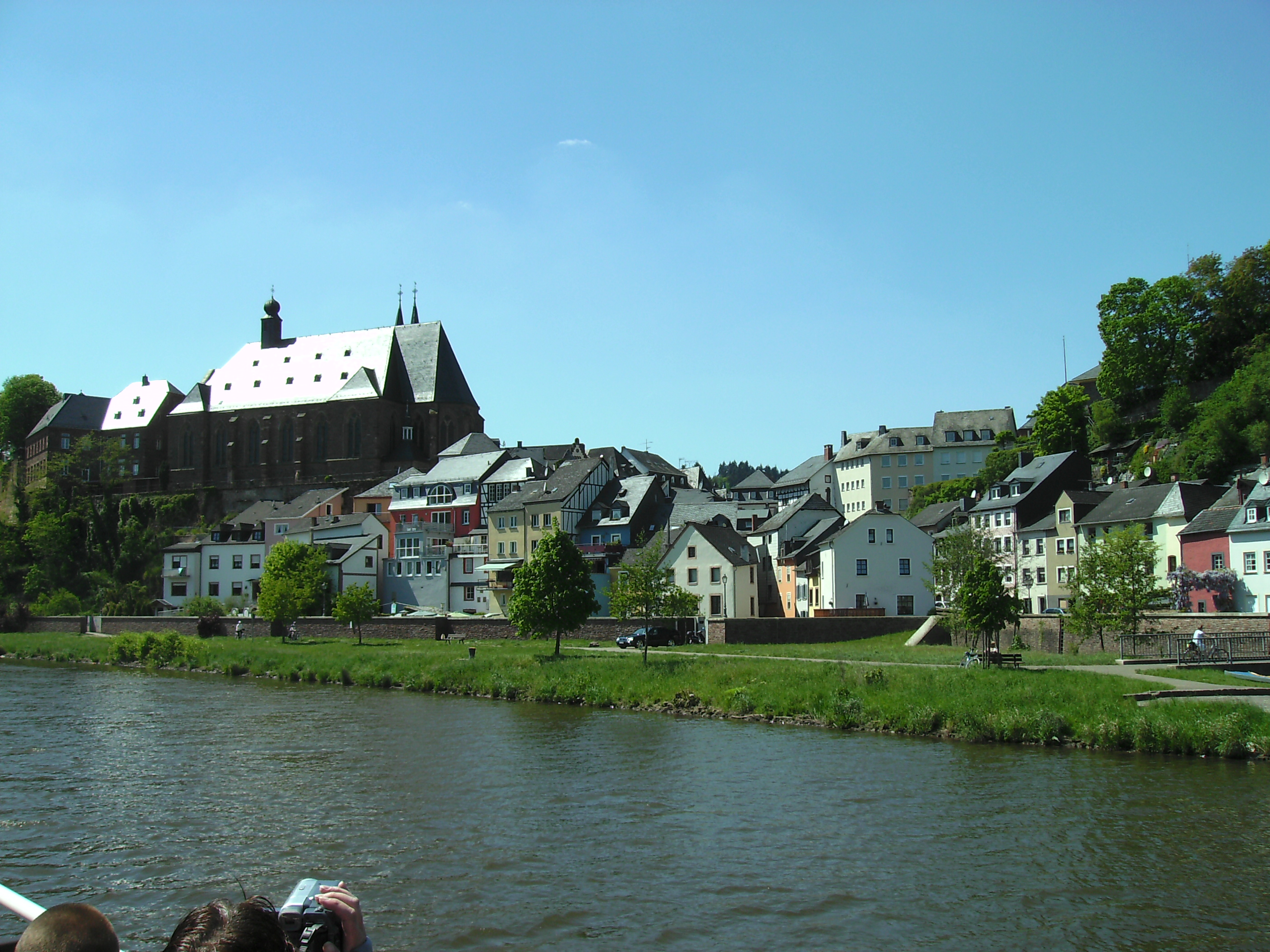
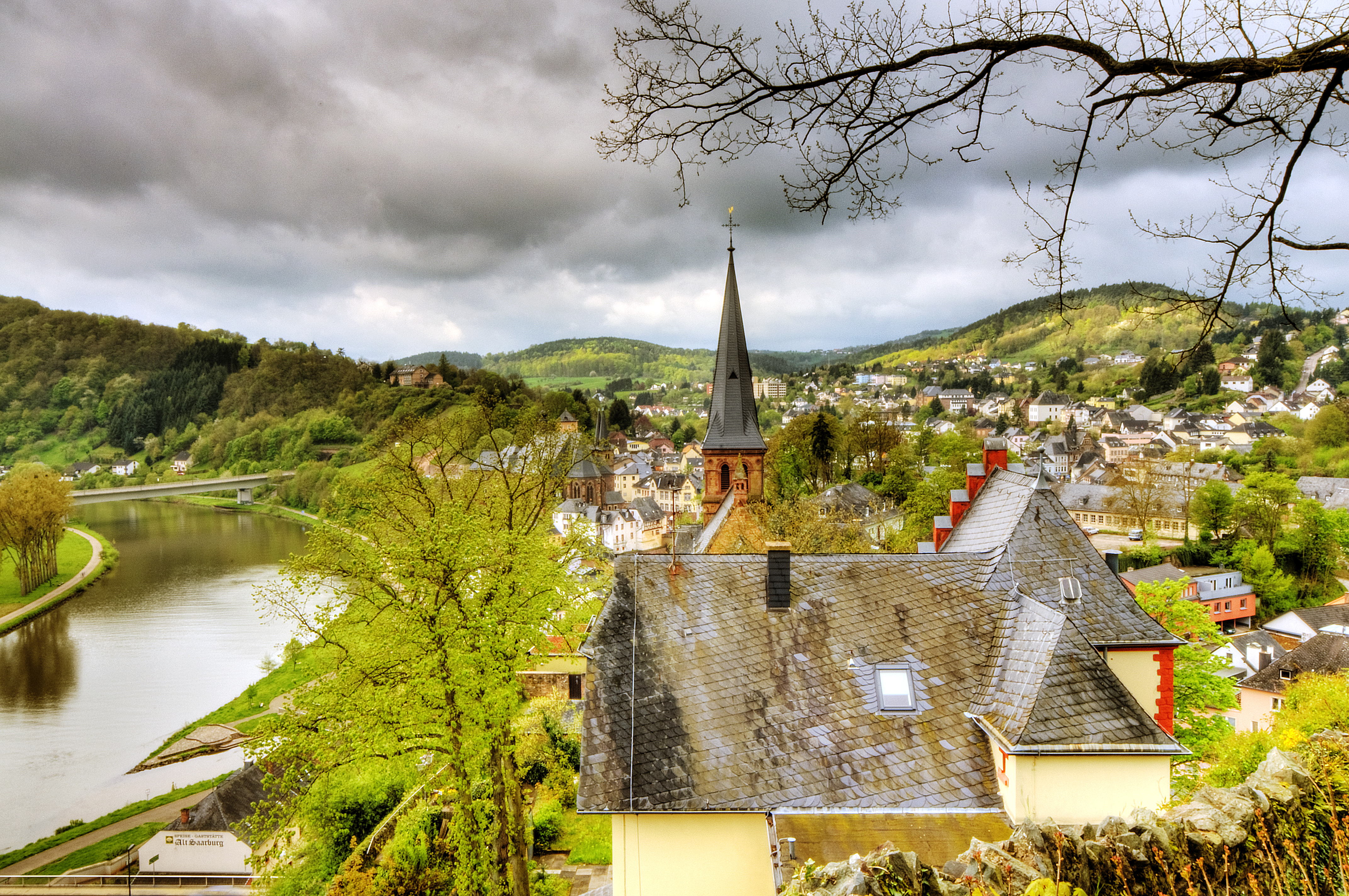
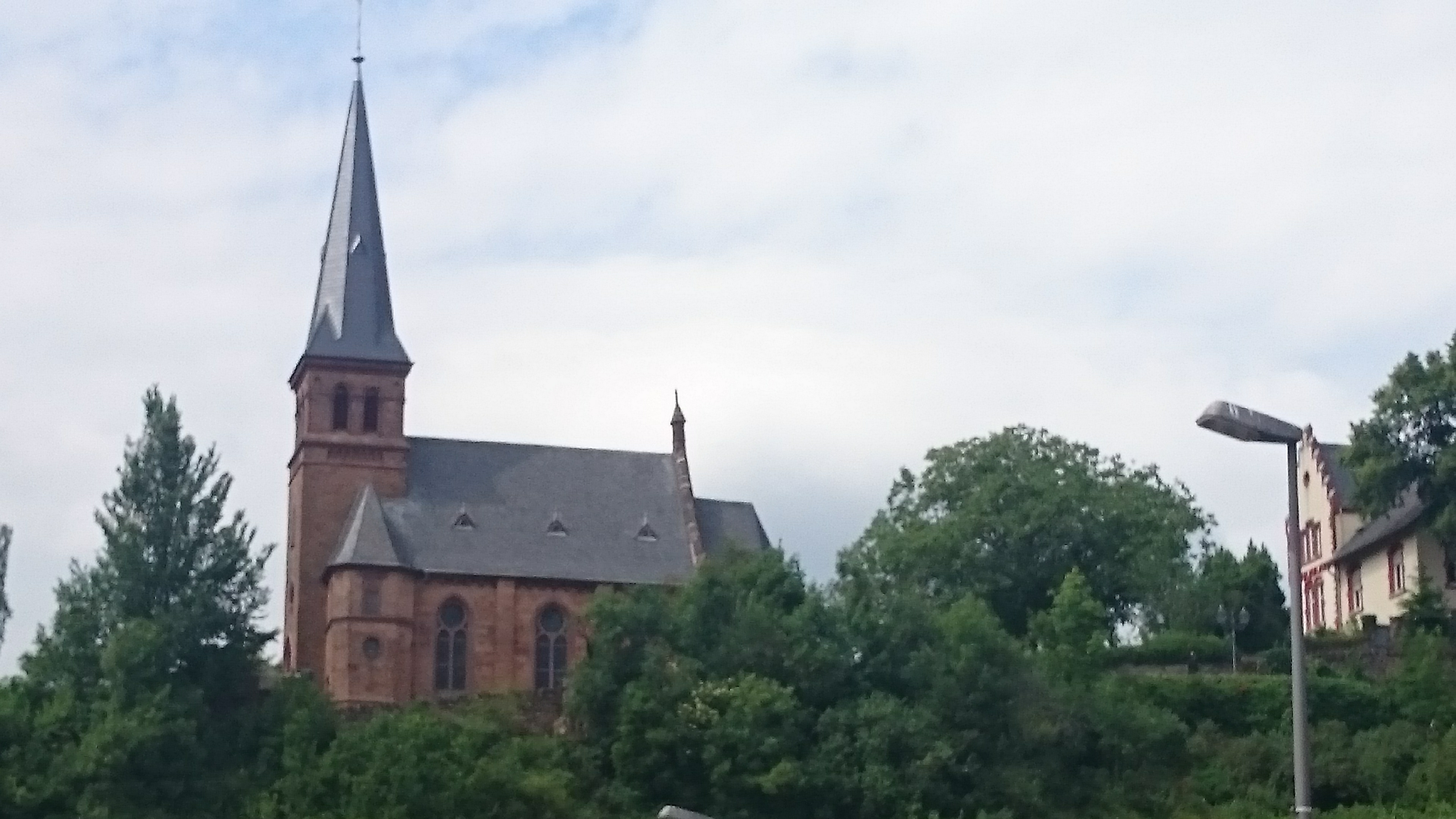

## Népesség
A település népességének változása:
| Lakosok száma | 5912 | 7180 | 7377 | 7381 | 7509 | 7597 | 7612 |
|               | 1975 | 2015 | 2017 | 2019 | 2021 | 2022 | 2023 |